# Higgins-Nunatak
Der Higgins-Nunatak ist ein Nunatak im westantarktischen Ellsworthland. Er ist der größte der Samuel-Nunatakker. Diese Gruppe wiederum gehört zu den Nimbus Hills der Pioneer Heights in der Heritage Range des Ellsworthgebirges.
Der United States Geological Survey kartierte ihn anhand eigener Vermessungen und Luftaufnahmen der United States Navy aus den Jahren von 1961 bis 1966. Das Advisory Committee on Antarctic Names benannte sie 1966 nach John C. Higgins, Versorgungstechniker auf der McMurdo-Station während der Operation Deep Freeze des Jahres 1966.